# Agrostophyllum
Agrostophyllum – rodzaj roślin z rodziny storczykowatych (Orchidaceae). Obejmuje ponad 100 gatunków. Nazwa pochodzi od greckiego słowa agrostis, które oznacza trawę i phyllos, oznaczającego liść, odnoszącego się do wyglądu liści u większości gatunków. 
Te epifityczne rośliny występują w tropikalnych lasach, rosnąc na pniach i gałęziach drzew. Występują od Seszeli przez Madagaskar, Indie, Sri Lankę, Malezję, Indonezję po wyspy Pacyfiku. Występują także górach wschodnich Himalajów, Tybetu, Nepalu. Centrum zróżnicowania tego rodzaju znajduje się Nowej Gwinei, gdzie występuje co najmniej 45 gatunków.
Storczyki te posiadają wydłużone i często zwisające pędy z gęstymi liśćmi. Kwiatostany z wieloma drobnymi kwiatami. 

## Systematyka
Rodzaj sklasyfikowany do podplemienia Agrostophyllinae w plemieniu Vandeae, podrodzina epidendronowe (‘’ Epidendroideae’’), rodzina storczykowate (Orchidaceae), rząd szparagowce (Asparagales) w obrębie roślin jednoliściennych.
Wykaz gatunków
- Agrostophyllum acuminatum Ormerod
- Agrostophyllum acutum Schltr.
- Agrostophyllum alticola Ormerod
- Agrostophyllum ambangense Ormerod
- Agrostophyllum amboinense J.J.Sm.
- Agrostophyllum appendiculoides Schltr.
- Agrostophyllum arabukanum Ormerod
- Agrostophyllum aristatum Kores
- Agrostophyllum asahanense Ormerod
- Agrostophyllum atrobrunneum Ormerod
- Agrostophyllum atrovirens J.J.Sm.
- Agrostophyllum barkeri Ormerod
- Agrostophyllum beleense Ormerod
- Agrostophyllum bialatum Ormerod
- Agrostophyllum bilobolabellatum Gilli
- Agrostophyllum bimaculatum Schltr.
- Agrostophyllum boeeanum Ormerod
- Agrostophyllum brachiatum J.J.Sm.
- Agrostophyllum brassii Ormerod
- Agrostophyllum brevipes King & Pantl.
- Agrostophyllum callosum Rchb.f.
- Agrostophyllum carex Ormerod
- Agrostophyllum carrianum Ormerod
- Agrostophyllum cheirophyton Ormerod
- Agrostophyllum clausum Ormerod
- Agrostophyllum compressum Schltr.
- Agrostophyllum crassicaule Schltr.
- Agrostophyllum crassilabium Ormerod
- Agrostophyllum curvilabre J.J.Sm.
- Agrostophyllum cyatheicola Schuit. & de Vogel
- Agrostophyllum cyathiforme J.J.Sm.
- Agrostophyllum cycloglossum Schltr.
- Agrostophyllum cyclopense J.J.Sm.
- Agrostophyllum daymanense Ormerod
- Agrostophyllum dewildeorum Ormerod
- Agrostophyllum dicksoniae Ormerod
- Agrostophyllum dischorense Schltr.
- Agrostophyllum djaratense Schltr.
- Agrostophyllum dolichophyllum Schltr.
- Agrostophyllum earinoides Schltr.
- Agrostophyllum edanoanum Ormerod
- Agrostophyllum elatum Schltr.
- Agrostophyllum elmeri Ames
- Agrostophyllum elongatum (Ridl.) Schuit.
- Agrostophyllum emwoodiae Ormerod
- Agrostophyllum fibrosum J.J.Sm.
- Agrostophyllum flavidum Phukan
- Agrostophyllum flexuosum Ormerod
- Agrostophyllum formosanum Rolfe
- Agrostophyllum fragrans Schltr.
- Agrostophyllum gahavisukae Ormerod
- Agrostophyllum galeandrae Ormerod
- Agrostophyllum globiceps Schltr.
- Agrostophyllum globigerum Ames & C.Schweinf.
- Agrostophyllum glumaceum Hook.f.
- Agrostophyllum graminifolium Schltr.
- Agrostophyllum grandiflorum Schltr.
- Agrostophyllum grubbianum Ormerod
- Agrostophyllum habbemense Ormerod
- Agrostophyllum huonense Ormerod
- Agrostophyllum inflatum Ormerod
- Agrostophyllum inocephalum (Schauer) Ames
- Agrostophyllum javanicum Blume
- Agrostophyllum kairoanum Ormerod
- Agrostophyllum kaniense Schltr.
- Agrostophyllum kerenganum Ormerod
- Agrostophyllum korubunense Ormerod
- Agrostophyllum kusaiense Tuyama
- Agrostophyllum lamellatum J.J.Sm.
- Agrostophyllum lampongense J.J.Sm.
- Agrostophyllum laterale J.J.Sm.
- Agrostophyllum latilobum J.J.Sm.
- Agrostophyllum laxum J.J.Sm.
- Agrostophyllum leucocephalum Schltr.
- Agrostophyllum leytense Ames
- Agrostophyllum libanoanum Ormerod
- Agrostophyllum lisowskii Ormerod
- Agrostophyllum loheri Ormerod
- Agrostophyllum longifolium (Blume) Rchb.f.
- Agrostophyllum longinode Ormerod
- Agrostophyllum longivaginatum Ames
- Agrostophyllum luzonense Ames & Quisumb.
- Agrostophyllum macrocephalum Schltr.
- Agrostophyllum majus Hook.f.
- Agrostophyllum maliauense Ormerod
- Agrostophyllum malindangense Ames
- Agrostophyllum mangkutanae Ormerod
- Agrostophyllum megalurum Rchb.f.
- Agrostophyllum merrillii Ames
- Agrostophyllum militare Ormerod
- Agrostophyllum milneanum Ormerod
- Agrostophyllum mindanense Ames
- Agrostophyllum montanum Schltr.
- Agrostophyllum montis-jayanum Ormerod
- Agrostophyllum mucronatum J.J.Sm.
- Agrostophyllum myrianthum King & Pantl.
- Agrostophyllum neoguinense Kittr.
- Agrostophyllum nidus-avis Ormerod
- Agrostophyllum niveum Schltr.
- Agrostophyllum occidentale Schltr.
- Agrostophyllum paniculatum J.J.Sm.
- Agrostophyllum papuanum Schltr.
- Agrostophyllum parviflorum J.J.Sm.
- Agrostophyllum patentissimum J.J.Sm.
- Agrostophyllum pelorioides Schltr.
- Agrostophyllum philippinense Ames
- Agrostophyllum planicaule (Wall. ex Lindl.) Rchb.f.
- Agrostophyllum potamophilum Schltr.
- Agrostophyllum reeveanum Ormerod
- Agrostophyllum ridleyanum Ormerod
- Agrostophyllum rigidifolium Ridl.
- Agrostophyllum saccatilabium Ames & Quisumb.
- Agrostophyllum saccatum Ridl.
- Agrostophyllum sepikanum Schltr.
- Agrostophyllum simile Schltr.
- Agrostophyllum spicatum Schltr.
- Agrostophyllum spinuliferum Ormerod
- Agrostophyllum stenophyllum Schltr.
- Agrostophyllum stipulatum (Griff.) Schltr.
- Agrostophyllum subacuminatum Ormerod
- Agrostophyllum sumatranum Schltr. & J.J.Sm.
- Agrostophyllum superpositum Schltr.
- Agrostophyllum torricellense Schltr.
- Agrostophyllum trifidum Schltr.
- Agrostophyllum triquetrum Ormerod
- Agrostophyllum uniflorum Schltr.
- Agrostophyllum urdanetae Ormerod
- Agrostophyllum vanhulstijnii J.J.Sm.
- Agrostophyllum ventricosum J.J.Sm.
- Agrostophyllum verruciferum Schltr.
- Agrostophyllum vulcanicum Ormerod
- Agrostophyllum wagiribuanum Ormerod
- Agrostophyllum woitapense Ormerod
- Agrostophyllum yanemense Ormerod
- Agrostophyllum zeylanicum Hook.f.